# Tomasz Kiendyś
Tomasz Kiendys (23 de junio de 1977) es un ciclista polaco que fue profesional desde 2001 hasta 2016.

## Biografía
Tomasz Kiendyś debutó como profesional en 2001 con el equipo Mikomax. Con este equipo ganó la carrera por etapas polaca Szlakiem Grodów Piastowskich en 2006, gracias a su victoria en la contrarreloj de la segunda etapa. Ese mismo año ganó el Mazovia Tour, una etapa de la Carrera de la Solidaridad y de los Campeones Olímpicos y una etapa del Rhône-Alpes Isère Tour. 
Debido a estos resultados, fichó por el equipo CCC Polsat Polkowice. Con este equipo ganó la Szlakiem Grodów Piastowskich por segundo año consecutivo. Ganó el prólogo de la Flèche du Sud en 2007 en Luxemburgo, donde terminó segundo.

## Palmarés
2005
- Szlakiem Walk Majora Hubala

2006
- 1 etapa de la Rhône-Alpes Isère Tour
- Szlakiem Grodów Piastowskich, más 1 etapa
- Dookoła Mazowsza
- 1 etapa de la Carrera de la Solidaridad y de los Campeones Olímpicos

2007
- Szlakiem Walk Majora Hubala
- Szlakiem Grodów Piastowskich, más 2 etapas
- 1 etapa de la Flèche du Sud

2008
- Szlakiem Walk Majora Hubala
- Memoriał Andrzeja Trochanowskiego
- 1 etapa de la Szlakiem Grodów Piastowskich
- Gran Premio Jasnej Góry
- 1 etapa del Dookoła Mazowsza

2009
- 1 etapa del Tour de Taiwán
- 1 etapa de la Vuelta a Marruecos
- Puchar Ministra Obrony Narodowej

2010
- Szlakiem Walk Majora Hubala

2011
- Puchar Ministra Obrony Narodowej

2016
- 1 etapa del Dookoła Mazowsza